# レオネ・ナカラワ
レオネ・ナカラワ（Leone Nakarawa、1988年4月2日 - ）は、トップ14カストル・オランピックに所属するラグビーユニオン選手。

## プロフィール
- フィジー・タブア出身[1]。
- ポジションはロック(LO)。
- 身長 198cm、体重 109kg
- フィジー代表キャップは62（2020年3月現在）で2011W杯・2015W杯・2019W杯のフィジー代表に選ばれた[2]。
- リオ五輪の7人制フィジー代表に選ばれ金メダルを獲得[3]。
- かつてはフィジー陸軍に所属していた[4]。

## 略歴
グラスゴー・ウォリアーズ、ラシン92を経て、2020年、グラスゴー・ウォリアーズに復帰。
2020年、RCトゥーロンに加入。
2022年、カストル・オランピックに加入。